# Дванадесета династия на Древен Египет
12-ата династия на Древен Египет принадлежи към Средното царство на Египет. Династията има седалище в Тива.

## Фараониот Дванадесетата династия
- Аменемхет I, 1991 – 1962 пр.н.е.
- Сенусрет I, 1971 – 1926 пр.н.е.
- Аменемхет II, 1929 – 1895 пр.н.е.
- Сенусрет II, 1897 – 1878 пр.н.е.
- Сенусрет III, 1878 – 1839 пр.н.е.
- Аменемхет III, 1860 – 1814 пр.н.е.
- Аменемхет IV, 1815 – 1806 пр.н.е.
- Нефрусобек, 1810/1793 – 1806/1789 пр.н.е.